# Giovinazzo
Giovinazzo község (comune) Olaszország Puglia régiójában, Bari megyében.

## Fekvése
Baritól északkeletre, az Adriai-tenger partján fekszik.

## Története
A várost a rómaiak alapították Natolium néven, valószínűleg a pun háborúk során elpusztított peucetius Netium helyén. A középkor során gazdag kereskedőváros volt, szoros kapcsolatokat ápolt Velencével.

## Népessége
A lakosság számának alakulása:

## Főbb látnivalói
- a 12-13. századi Santa Maria Assunta-katedrális
- a 16. századi Palazzo Ducale, a helyi nemesurak egykori palotája
- a Via Traianát szegélyező két oszlop (noha az út elkerülte a várost)